# كاثرين إسبين
كاثرين إليزابيث إسبين (من مواليد 15 نوفمبر 1992) عارضة أزياء وحاملة ملكة جمال إكوادورية تم تعيينها ملكة جمال الإكوادور عام 2016. عرفت بكونها المتوجة في مسابقة ملكة جمال الأرض 2016 ، مما يجعلها ثاني ملكة جمال الأرض من الإكوادور بجانب أولغا ألافا التي فازت بلقب التاج في عام 2011. وهي أيضًا المدير الوطني لمسابقة ملكة جمال الأرض الإكوادورية في الوقت الحالي.